# Chris Whitaker
Christopher John Whitaker (Sídney, 19 de octubre de 1974) es un ex–jugador australiano de rugby que se desempeñaba como medio scrum.

## Carrera
Debutó en la primera del mítico Randwick DRUFC en 1993 junto con George Gregan, su rival por el puesto titular. En 1997 se convirtió en profesional al ser contratado por los New South Wales Waratahs, una de las cuatro franquicias australianas del Super Rugby y jugó con ellos hasta 2006. Este año se marchó al hemisferio norte para jugar en el importante Leinster Rugby, se retiró aquí en 2009.

## Selección nacional
Fue convocado a los Wallabies entre 1998 y 2005, para ser suplente de la estrella George Gregan. En total disputó 31 partidos y marcó 10 puntos, productos de dos tries.

### Participaciones en Copas del Mundo
Disputó los mundiales de Gales 1999 donde se consagró campeón del Mundo y le marcó un try a las Águilas, y Australia 2003 donde los Wallabies fueron derrotados en la final ante el XV de la Rosa con un drop en muerte súbita de Jonny Wilkinson. En ambos torneos Whitaker fue suplente de George Gregan.
| Mundial                       | Sede      | Resultado  | PJ | Tries |
| ----------------------------- | --------- | ---------- | -- | ----- |
| Copa Mundial de Rugby de 1999 | Gales     | Campeón    | 3  | 1     |
| Copa Mundial de Rugby de 2003 | Australia | Subcampeón | 3  | 0     |

## Palmarés
- Campeón de la Copa de Campeones de 2008–09.
- Campeón del Pro14 de 2007–08.